# Cheslī
Cheslī (persiska: چسلی, Chaskī) är en ort i Iran.   Den ligger i provinsen Gilan, i den nordvästra delen av landet, 280 km nordväst om huvudstaden Teheran. Cheslī ligger 521 meter över havet och antalet invånare är 469.
Terrängen runt Cheslī är huvudsakligen bergig, men åt nordost är den kuperad.Runt Cheslī är det ganska tätbefolkat, med 134 invånare per kvadratkilometer. Närmaste större samhälle är Māsāl, 12,0 km nordost om Cheslī. I omgivningarna runt Cheslī växer i huvudsak blandskog.